# Gerlinde Doberschütz
Gerlinde Doberschütz, née le 26 octobre 1964 à Meiningen (RDA), est une rameuse d'aviron est-allemande. Elle est la belle-sœur du rameur Jens Doberschütz.
Vice-championne du monde de huit en 1985, 1986 et 1987, Gerlinde Doberschütz est  ensuite sacrée championne olympique de quatre avec barreur en 1988 à Séoul.